# Franco Niell
Franco Niell (Trelew, 22 de maio de 1983) foi um futebolista argentino que atuou como atacante. 

## Argentinos Juniors
Começou sua carreira no Argentinos Juniors em 2004, logo na sua estreia recebeu a noticia que talvez não iria jogar, mas ele conversou com o técnico Carlos Bianchi e ele afirmou que ele ia estrear, não jogou mal empatou com a equipe do Lanús em que empatou em 1x1. No dia 31 de Agosto marcou seu primeiro gol contra o Independiente em Buenos Aires, ele também estava apresentando um futebol muito bom e tiveram clubes interessados e até que em 27 de Março ele foi emprestado ao DC United.

## D.C. United
Em 2008 foi transferido ao D.C. United para disputar a Liga Estado Unidense de Futebol, jogou sua primeira partida contra o Los Angeles Galxy mas conhecido como LA Galaxy não se destacou bem no clube faltou alguns treinos e também não conseguiu marcar gols ate que o presidente do DC United resolveu dispensa-lo.

## Gimnasia
Ainda pertencente ao Argentinos Juniors foi emprestado ao Gimnasia, fez sua estreia na primeira partida da Liga Argentina Apertura outra vez contra o Lanús e empatou em 1x1 dois jogos depois marcou seu primeiro gol, numa partida contra o Tigre Franco Niell não jogou e o time dele foi derrotado por 3x1, recuperado da suspensão voltou contra o Godoy Cruz o Gimnasia venceu a partida por 3x1 não teve gol mas teve passe decisivo do Franco Niell para o terceiro gol go Gimnasia, no campeonato Clausura começou perdendo por 3x1 contra o Newell´s Old Boys, Contra o Huracan marcou um golaço que garantiu a vitoria quando o jogo estava 1x0 para o Gimnasia, destacou jogando bem no clube mas teve que voltar pois o emprestimo era so um ano.

## Deportivo Quito
Chegou ao Deportivo Quito em 2009 para disputar a Liga Equatoriana de Futebol sua primeira partida com o novo clube foi com o Técnico Universitario seu time foi derrotado por 2x1, na segunda partida contra o LDU Quito empatou em 0x0 nas partidas em que jogou não marcou nenhum gol mas foi lider de assistencias no final do Campeonato Equatoriano.

## Quetérato
No dia 24 de Junho de 2011 chegou ao Querétaro, para disputar a Liga Mexicana Apretura, na sua estreia contra o América entrou nos acrescimos e conseguiu diminuir para o Querétaro, no dia 10 de Setembro o clube dele colou uma goleada no Pumas por 4x0, Niell marcou um gol e deu passes para dois dos outros gols,no jogo seguinte marcou mais um gol mas dessa vez perdendo por 4x2, no fim do Campeonato foi eleito o melhor jogador do Campeonato na Temporada.

## Figueirense e retorno à Argentina
Chegou ao Figueirense em 2012 para reforçar o elenco na disputa do Brasileirão na sua estreia contra o Atlético Goianiense deu passe para um dos gols, marcou seu primeiro gol contra o Metropolitano (sc), e dai então não vem se destacando e ficando no banco de reservas.
Em 2013, após o rebaixamento do Figueirense, foi dispensado do clube catarinense, acertando com o Gimnasia de La Plata.
Mas, alguns meses depois, acertou sua ida para o Rosario Central, onde fará dupla de ataque novamente com o folclórico centroavante Sebastián "El Loco" Abreu, com quem já jogou no Figueirense.

## Títulos
D.C. United
- US Open Cup: 2008
- Atlantic Cup: 2008

Gimnasia y Esgrima
- Copa Ciudad de Mar del Plata: 2009

Deportivo Quito
- Campeonato Equatoriano: 2009